# فیلیس نیلسون-تری
فیلیس نیلسون-تری (انگلیسی: Phyllis Neilson-Terry; ۱ ژانویهٔ ۱۸۹۲ – ۲۵ سپتامبر ۱۹۷۷) هنرپیشه تئاتر و سینما اهل انگلستان بود.
وی بازیگر فیلم‌های آیوانهو و توطئه قلب‌ها بوده است، نیلسون-تری همچنین در تئاترهایی همچون تئاتر نوئل کاوارد، تئاتر هر مجستی و تئاتر رویال، دروری لین به اجرای نمایش پرداخته است.